# Солнечная активность

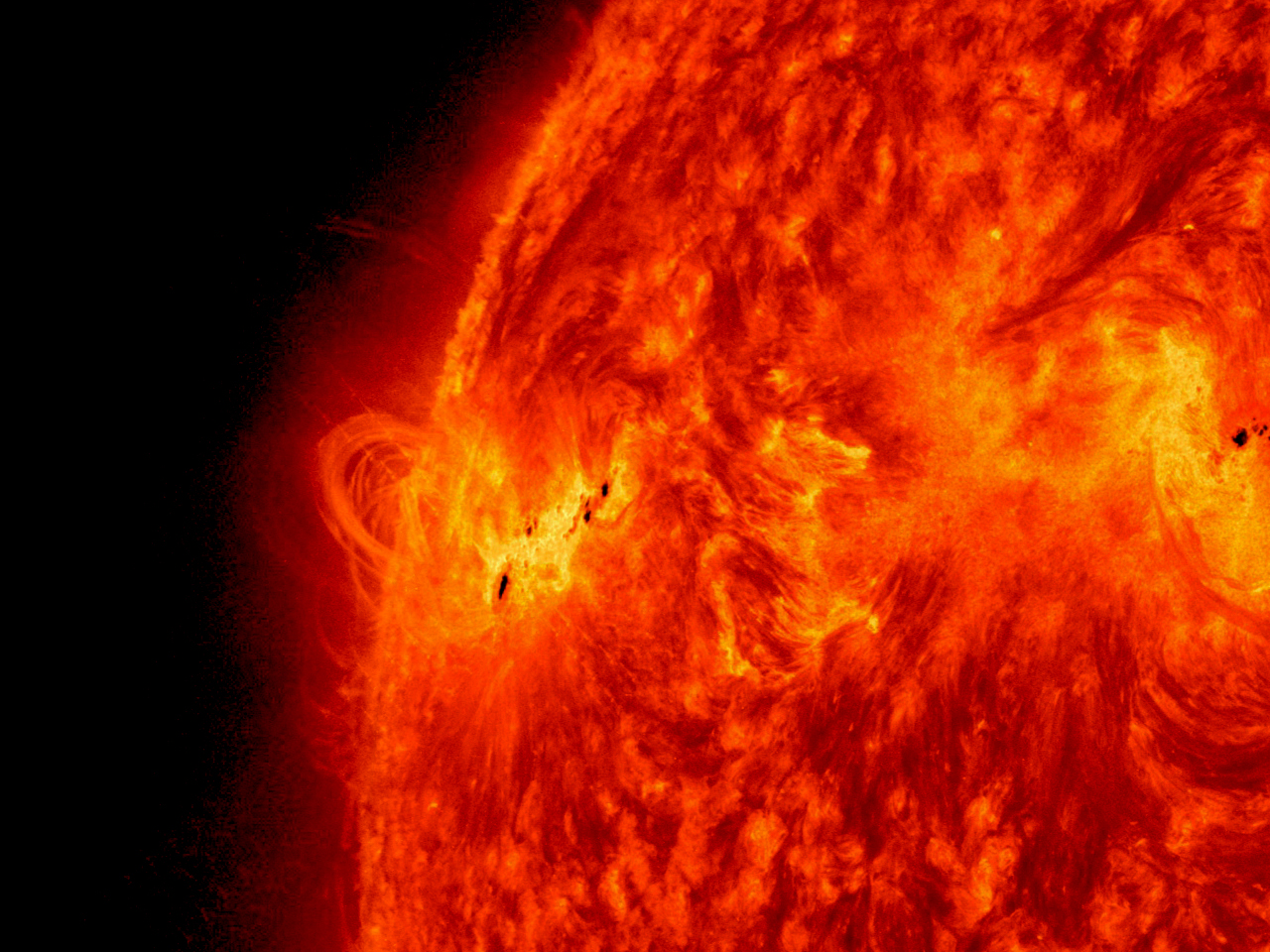
Фотография, показывающая активность Солнца в мае 2013 года

Со́лнечная акти́вность — комплекс явлений и процессов, связанных с образованием и распадом в солнечной атмосфере сильных магнитных полей.

## История изучения солнечной активности

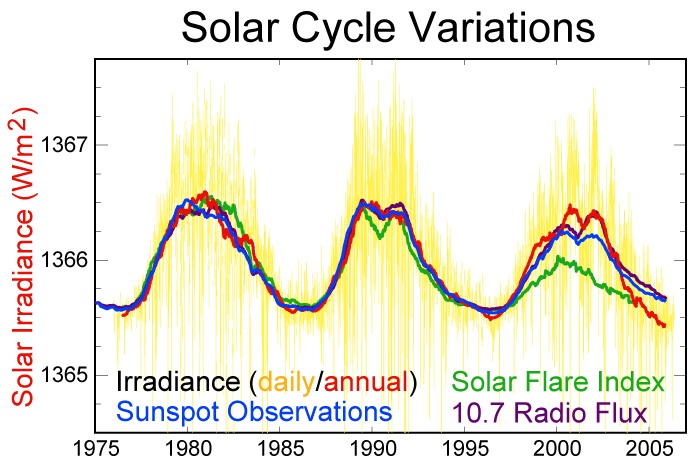
Последние 30 лет солнечной активности

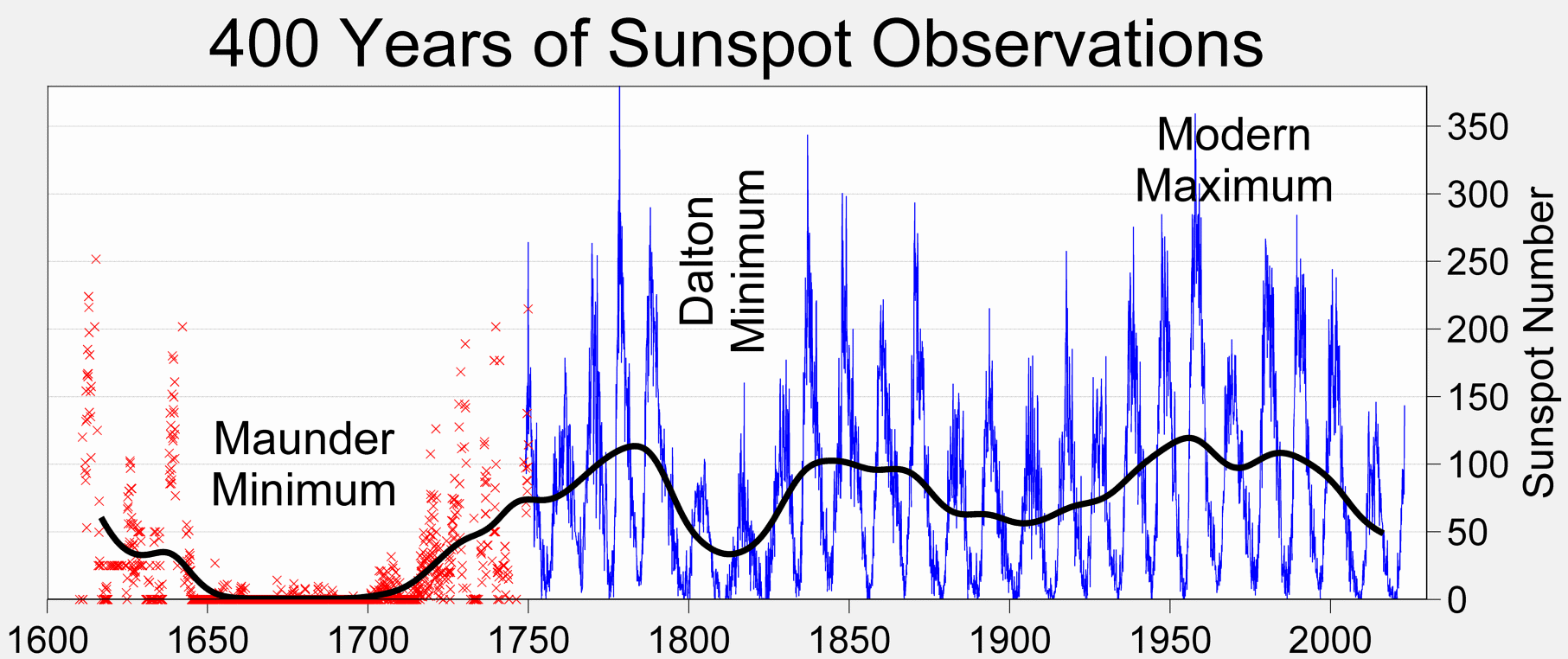
400-летняя история числа солнечных пятен

Наиболее изученный вид солнечной активности (СА) — изменение числа солнечных пятен. Первые сообщения о пятнах на Солнце относятся к наблюдениям 800 года до н. э. в Китае, первые рисунки относятся к 1128 году. В 1610 году астрономы начали использовать телескоп для наблюдения Солнца. Первоначальные исследования фокусировались на природе пятен и их поведении.
Несмотря на то, что физическая природа пятен оставалась неясной вплоть до XX века, наблюдения продолжались. В XV и XVI вв. исследования были затруднены по причине их малого количества, что сейчас рассматривается как продолжительный период низкой СА, называемый минимумом Маундера. К XIX веку уже имелся достаточно продолжительный ряд наблюдений числа пятен, чтобы определить периодические циклы в активности Солнца. В 1845 году профессора Д. Генри и С. Александер из Принстонского университета наблюдали Солнце с помощью термометра и определили, что пятна излучают меньше энергии по сравнению с окружающими областями Солнца. Позже было определено излучение выше среднего в областях так называемых солнечных факелов.
Связь изменений СА и климата Земли исследуется с 1900 года. Ч. Г. Аббот из Смитсонианской обсерватории (САО) был занят изучением активности Солнца. Позже, будучи уже главой САО, он учредил солнечную обсерваторию в Калама (Чили) для дополнения наблюдений, которые проводились в Маунт-Вильсон. Результатом этой работы стало определение 27 гармонических периодов СА в пределах цикла Хейла (период 22 года), включая циклы периодом 7, 13 и 39 месяцев. Также прослеживалась связь этих периодов с погодой посредством сопоставления солнечных трендов с температурой и уровнем осадков в городах. С появлением дисциплины дендрохронологии начались попытки установить связь скорости роста деревьев с текущей СА и последующей интерпретацией прежних периодов. Статистические исследования связи погоды и климата с СА были популярны на протяжении столетий, начиная, по крайней мере, с 1801 года, когда У. Гершель заметил связь между количеством солнечных пятен и ценами на пшеницу. Сейчас эта связь устанавливается с использованием обширных наборов данных, полученных наземными станциями и метеорологическими спутниками, с применением погодных моделей и наблюдений текущей активности Солнца.

## Солнечные пятна

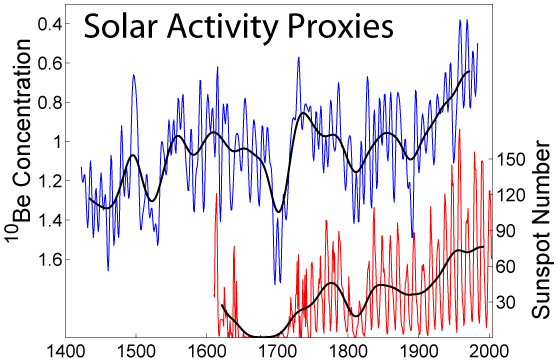
График, демонстрирующий показатели солнечной активности, включая число пятен и космогенное образование изотопов

Восстановленная солнечная активность за последние 11 400 лет. Период высокой активности («Солнечный оптимум») примерно 8000 лет назад также отмечен

Солнечная активность, отражённая в радиоизотопном маркере углерода

Солнечные пятна — это области на поверхности Солнца, которые темнее окружающей их фотосферы, так как в них сильное магнитное поле подавляет конвекцию плазмы и снижает её температуру примерно на 2000 °K. Связь общей светимости Солнца с количеством пятен является предметом споров, начиная с первых наблюдений за числом и площадью солнечных пятен в XVII веке. Сейчас известно, что взаимосвязь существует — пятна, как правило, менее чем на 0,3 % уменьшают светимость Солнца и вместе с тем увеличивают светимость менее чем на 0,05 % путём образования факелов и яркой сетки, связанной с магнитным полем. Влияние на солнечную светимость магнитно-активных областей не было подтверждено вплоть до первых наблюдений с ИСЗ в 1980-х годах. Орбитальные обсерватории «Нимбус 7», запущенная 25 октября 1978 года, и «Солнечный максимум», запущенная 14 февраля 1980 года, определили, что благодаря ярким областям вокруг пятен, общий эффект заключается в увеличении яркости Солнца вместе с увеличением числа пятен. Согласно данным, полученным с солнечной обсерватории «SOHO», изменение СА соответствует также незначительному, ~0,001 %, изменению диаметра Солнца.
Количество солнечных пятен характеризуется с помощью числа Вольфа, которое известно также как цюрихское число. Этот индекс использует комбинированное число пятен и число групп пятен, а также учитывает различия в наблюдательных приборах. Используя статистику числа солнечных пятен, наблюдения за которыми осуществлялось в течение сотен лет, и наблюдаемые взаимосвязи в последние десятилетия, производятся оценки светимости Солнца за весь исторический период. Также, наземные инструменты калибруются на основании сравнения с наблюдениями на высотных и космических обсерваториях, что позволяет уточнить старые данные. Другие достоверные данные, такие как наличие и количество радиоизотопов, происхождение которых обусловлено космическим излучением (космогенных), используются для определения магнитной активности и — с большой вероятностью — для определения солнечной активности.
С использованием данных методик в 2003 году было установлено, что в течение последних пяти 11-летних циклов количество пятен на Солнце должно было быть максимальным за последние 1150 лет. Числа Вольфа за последние 11 400 лет определяются путём использования дендрохронологического датирования концентраций радиоуглерода. Согласно этим исследованиям, уровень СА в течение последних 70-ти лет является исключительным — последний период со схожим уровнем имел место 8000 лет назад. Солнце имело схожий уровень активности магнитного поля всего ~10 % времени из последних 11 400 лет, причём практически все предыдущие периоды были более короткими по сравнению с современным.
| Название периода                                         | Начало | Завершение |
| -------------------------------------------------------- | ------ | ---------- |
| Минимум Оорта (см. Средневековый тёплый период)          | 1040   | 1080       |
| Средневековый максимум (см. Средневековый тёплый период) | 1100   | 1250       |
| Минимум Вольфа                                           | 1280   | 1350       |
| Минимум Шпёрера                                          | 1450   | 1550       |
| Минимум Маундера                                         | 1645   | 1715       |
| Минимум Дальтона (Д. Дальтон)                            | 1790   | 1820       |
| Современный максимум                                     | 1950   | 2004       |
| Современный минимум                                      | 2020   | 2025       |

Исторический список больших минимумов СА, годы округлены до начала десятилетия: 690 год н. э., далее годы до н. э.: 360, 770, 1390, 2860, 3340, 3500, 3630, 3940, 4230, 4330, 5260, 5460, 5620, 5710, 5990, 6220, 6400, 7040, 7310, 7520, 8220, 9170.

## Солнечные циклы
Солнечными циклами называются периодические изменения в солнечной активности. Предполагается наличие большого количества циклов с периодами 11, 22, 87, 210, 2300 и 6000 лет. Основные циклы продолжительностью 11, 22 и 2300 лет носят также название, соответственно, циклов Швабе, Хейла и Холлстатта.
| Максимальные числа солнечных пятен в 11-летних циклах по сглаженным среднемесячным данным (1755 → 2008) |